# Lijst van beschermd erfgoed in de gemeente Mertert
In deze lijst van beschermd erfgoed in de gemeente Mertert zijn alle geclassificeerde nationale monumenten van de Luxemburgse gemeente Mertert opgenomen.

## Monumenten per plaats

### Mertert
| Object          | Bouwjaar/architect | Locatie        | Datum beschermd?                         | Coördinaten | Afbeelding |
| --------------- | ------------------ | -------------- | ---------------------------------------- | ----------- | ---------- |
| Gebouw          |                    | 31 rue du Parc | 2 juni 2021 (MN)                         |             |            |
| Kasteel Mertert | 1870               | 1 rue du Par   | 20 sept. 2022, 26 jan. 2023 (ICPCN, PCN) |             |            |
| Muziekkoepel    |                    | Park           | 7 maart 2016 (IS)                        |             |            |

### Wasserbillig
| Object                              | Bouwjaar/architect | Locatie      | Datum beschermd? | Coördinaten | Afbeelding |
| ----------------------------------- | ------------------ | ------------ | ---------------- | ----------- | ---------- |
| Kelder daterend uit de middeleeuwen |                    | Grand-Rue 70 | 14 mei 1991 (IS) |             |            |

## Bron
- Liste des immeubles et objets classés monuments nationaux ou inscrits à l'inventaire supplémentaire